# Anno Mundi
Anno Mundi, zkratkou AM nebo A. M. (roku (od stvoření) světa - latinsky) odkazuje na kalendář počítaný od stvoření světa.

## Kalendáře Anno Mundi
- Židovský kalendář udává, že stvoření světa se odehrálo roku 3760 př. n. l. Je založen na kronice Seder Olam Rabbah rabína Jose ben Chalafty z 2. století n. l. Rok 2007 n. l., před Roš Hašana, je 5767 rokem židovského kalendáře.
- Středověký historik Beda Venerabilis určil datum stvoření na 18. března 3952 př. n. l.
- Byzantsko–řecký kalendář („aetos kosmou“), který zavedl Panodorus Alexandrijský, stanovil datum stvoření světa na 1. září 5509 př. n. l.
- Podle Jamese Usshera (1654) byl svět stvořen 23. října 4004 př. n. l.
- Kalendářní systém Anno Lucis svobodných zednářů přičítá k rokům po narození Krista dalších 4000 let a
- Juliánský den, počítá dny uplynulé od poledne Greenwichského času (UT – univerzálního času nebo TT – terestrického času) v pondělí 1. ledna 4713 př. n. l.
- Datum počátku světa odvozené z římské martyrologie[2] je 25. březen 5198 př. n. l.